# Libero Casali
Libero Casali (23 settembre 1939) è un ex tiratore a segno sammarinese.

## Biografia
Nato nel 1939, a 32 anni ha partecipato ai Giochi olimpici di Monaco di Baviera 1972, nel fucile 50 metri 3 posizioni, chiudendo 68º con 997 punti. Iscritto anche alla gara di fucile 50 metri seduti, non vi ha preso parte.